# Myrosmodes
Myrosmodes is een geslacht uit de orchideeënfamilie en de onderfamilie Orchidoideae.
Het geslacht telt tien soorten afkomstig uit het hooggebergte van de Zuid-Amerikaanse Andes.

## Naamgeving en etymologie
De botanische naam Myrosmodes is een samenstelling van Oudgrieks μύρον, múron (parfum), en ὀσμώδης, osmṓdēs (geurig), naar de geurige bloemen.

## Kenmerken
Myrosmodes zijn kleine terrestrische orchideeën. Ze bezitten vlezige, spoelvormig verdikte, behaarde wortels en kleine, kortgesteelde ovale bladeren in een bladrozet dat zich pas ontwikkelt na de bloei. De bloeiwijze is een rechtopstaande, onbehaarde maar met vliezige schutblaadjes bedekte bloemstengel met een dichte eindstandige aar met talrijke, door groene schutblaadjes ondersteunde bloemen.
De kleine bloemen zijn niet-geresupineerd (de bloemlip wijst naar boven), vlezig en sterk geurend. De drie kelkbladen zijn gelijkvormig, aan de basis met elkaar gefuseerd en vastgehecht aan de voet van het gynostemium. De kroonblaadjes zijn veel smaller. De lip is buisvormig opgerold of uitgespreid, aan de basis sterk wigvormig versmald, met een vage centrale callus en aan de voorrand van franje voorzien. Het gynostemium is kort en onbehaard, met een grote, boonvormige stempel. Het koepelvormige clinander omgeeft praktisch volledig de enige meeldraad. Het rostellum tussen de stempel en de meeldraad staat loodrecht op de as van het gynostemium en eindigt stomp of gelobd. De meeldraad draagt vier pollinia op een steeltje of stipum maar zonder viscidium.

## Habitat en verspreiding
Myrosmodes-soorten komen vooral voor het westen van Zuid-Amerika, in het Andesgebergte van Venezuela tot Argentinië. De soorten groeien voornamelijk in moerassen en langs beekjes in alpiene graslanden in het hooggebergte, op hoogtes tussen 3.800 en 4.600 m, dikwijls in combinatie met planten van het geslacht Azorella.

## Taxonomie
Het geslacht telt tien soorten. De typesoort is Myrosmodes nubigenum.

### Soortenlijst
1. Myrosmodes breve (Schltr.) Garay, Opera Bot., B 9(225: 1): 168 (1978)
2. Myrosmodes chiogena (Schltr.) C.A.Vargas, Lindleyana 10: 6 (1995)
3. Myrosmodes cochleare Garay, Opera Bot., B 9(225: 1): 169 (1978)
4. Myrosmodes filamentosum (Mansf.) Garay, Opera Bot., B 9(225: 1): 169 (1978)
5. Myrosmodes gymnandra (Rchb.f.) C.A.Vargas, Lankesteriana 11(1): 5 (2011)
6. Myrosmodes inaequalis (Rchb.f.) C.A.Vargas, Lankesteriana 11: 5 (2011)
7. Myrosmodes nubigenum Rchb.f., Xenia Orchid. 1: 19 (1854)
8. Myrosmodes paludosa (Rchb.f.) P.Ortiz, Orquídeas Colombia: 286 (1995)
9. Myrosmodes rhynchocarpum (Schltr.) Garay, Opera Bot., B 9(225: 1): 171 (1978)
10. Myrosmodes rostratum (Rchb.f.) Garay, Opera Bot., B, 9(225: 1): 172 (1978)
11. Myrosmodes ustulatum (Schltr.) Garay, Opera Bot., B 9(225: 1): 172 (1978)
12. Myrosmodes weberbaueri (Schltr.) C.A.Vargas, Lindleyana 10: 6 (1995)